# 桑科斯區 (盧卡納斯省)
15°03′44″S 73°57′06″W / 15.0621°S 73.9517°W
桑科斯區（西班牙語：Distrito de Sancos），是秘魯的一個區，位於該國中南部阿亞庫喬大區的盧卡納斯省，面積1,520.9平方公里，海拔高度2,817米，2005年人口4,574，人口密度每平方公里3人。